# スノーパーク面白山
スノーパーク面白山（スノーパークおもしろやま）は、山形県山形市の奥羽山脈南面白山の北斜面にあるスキー場。旧名は「面白山高原スキー場」。蔵王国定公園の第二種特別地域内にある。面白山オーシャンスキー場が運営している。2023年1月現在、営業休止の状態にある。
スキーおよびスノーボード全面滑走可。開場期間は、例年12月中旬～3月31日の8:30～16:00で、ナイター設備はない。

## 概要
山形県の主要部である村山地方と、宮城県の主要部である仙台都市圏に挟まれた両県境付近にあり、両都市圏を結ぶ仙山線沿いに存在する。年間利用客は約1万人で、その8割は仙台方面からの客が占めている。
奥羽山脈を貫通する区間が開通して仙山線が全通した1937年（昭和12年）11月10日、スキー場の至近に面白山仮乗降場（現・面白山高原駅）が新設された。同駅のプラットホームでスキーを履いて、そのまま駅構内にあるリフト乗り場まで行けるという特殊な構造になっている。
スキー場への接続道路は存在するが、除雪されないため冬季は通行止めとなり、緊急車両も含めてスキーシーズン中は通行できない。このため、冬季は仙山線が当スキー場への唯一のアクセス手段となる。
2009年度（平成21年）、故障したリフトの修理が間に合わなかったため、同シーズンは営業休止となった。翌2010年（平成22年）シーズンも営業休止を発表するとともに、仙山観光開発が運営から撤退し、営業権を面白山オーシャンスキー場に譲渡した。
しかし、東北地方太平洋沖地震（東日本大震災）の影響により、2011年（平成23年）および2012年（平成24年）シーズンも営業休止となった。その後、2013年（平成25年）シーズンからの営業再開を目指していたが、2023年1月現在に至るまで営業は再開されていない。
使用されていないゲレンデ斜面にはコスモスが植えられ、毎年夏期に「面白山コスモスベルグ」として開放されている。

## アクセス
- JR仙山線・面白山高原駅下車。
- 自動車の場合は、最寄駅（愛子・作並・山寺）にある駐車場に駐車し、仙山線に乗り換え。